# Botrychium japonicum
Botrychium japonicum là một loài dương xỉ trong họ Ophioglossaceae. Loài này được Prantl Underw. mô tả khoa học đầu tiên năm 1898.